# 러시아 대백과사전
《러시아 대백과사전》(러시아어: Больша́я росси́йская энциклопе́дия, БРЭ)은 러시아에서 러시아어로 기술된 종합 백과사전으로 소련 시대에 출간된 《소비에트 대백과사전》의 후속작이다. 2002년 러시아 대통령 블라디미르 푸틴이 대통령령 1156호에 서명하면서 편찬이 확정되었고 러시아 과학 아카데미(RAS)의 후원으로 출판이 결정되었다. 편집장은 RAS 회장인 유리 오시포프가 맡았고 80여명의 RAS 소속 편집위원이 편찬에 참여했다.
2004년에 제1권이 출판되었고 2017년에 35권이 출판되면서 완간되었다.